# Алая буква (фильм, 1995)
«Алая буква» (англ. The Scarlet Letter) — американский художественный фильм 1995 года, историческая драма, экранизация одноимённого романа Натаниэля Готорна. Фильм оказался провальным, заработав в прокате лишь 10 млн при 50 млн бюджете.

## Сюжет
В картине рассказана история запретной любви и чувственной страсти в Америке XVII века красавицы Эстер и священника Артура.
Против влюбленных выступают строгие пуританские нравы, ведь Эстер была замужем, а её муж (Роберт Дюваль), попавший в плен к индейцам, не считался официально мертвым.
Вступив в незаконную связь со священником, Эстер оказывается в положении. Когда её грех раскрывается, она отказывается выдать имя любимого, за что её помещают в тюрьму, а затем подвергают публичной гражданской казни, нашивая на грудь «алую букву позора» — А (адюльтер). Отныне ей объявлен бойкот, ей запрещено общаться с горожанами, а за ней самой повсюду ходит барабанщик, объявляющий о её появлении издали.
Через некоторое время объявляется законный муж Эстер, врач, оставленный индейцами в живых, но сошедший в плену с ума. Узнав об измене жены, он весь охвачен жаждой мести, и жаждет только одного — узнать имя мужчины, уничтожившего его счастье.

## В ролях
- Деми Мур — Эстер Прин
- Гэри Олдмен — Артур Димсдейл
- Роберт Дюваль — Роджер Чиллингуорс
- Джоан Плаурайт — миссис Хиббинс
- Фрэнси Свифт
- Эрик Швейг — вождь Метакомет